# Elina Zvéreva
Elina Alexandrovna Zvereva (en bielorruso: Эліна Аляксандраўна Зверава, romanizado: Elina Aliaksandraŭna Zvierava; Dolgoprudny, 16 de noviembre de 1960) es una atleta bielorrusa, especialista en la prueba de lanzamiento de disco, en la que ha logrado ser campeona mundial en 1995 y campeona olímpica en 2000.

## Carrera deportiva
Sus más importantes triunfos deportivos son haber ganado la medalla de oro en el mundial de Gotemburgo 1995 —por delante de la alemana Ilke Wyludda y la rusa Olga Chernyávskaya— y también oro en las Olimpiadas de Sídney 2000, por delante de la griega Anastasia Kelesidou y de su compatriota la atleta también bielorrusa Irina Yátchenko.